# Krankenversorgung der Bundesbahnbeamten
Die Krankenversorgung der Bundesbahnbeamten (KVB) erfüllt als deutsche Körperschaft des öffentlichen Rechts und betriebliche Sozialeinrichtung des Bundeseisenbahnvermögens (BEV) Fürsorgeverpflichtungen nach § 78 Bundesbeamtengesetz. Die KVB bietet den Beamten des Bundeseisenbahnvermögens, den zur Deutschen Bahn AG zugewiesenen und beurlaubten Beamten, den Ruhestandsbeamten, deren Angehörigen und Hinterbliebenen eine Absicherung gegen finanzielle Belastungen bei Krankheit, Geburt und Tod. Die KVB ist keine Krankenkasse im Sinne des Fünften Buches Sozialgesetzbuch. Vielmehr erfüllt die KVB die Fürsorgepflicht des Dienstherrn in Krankheitsfällen in besonderer Form. Daher finden die allgemeinen Beihilfe-Regelungen des Bundes bei der Krankenversorgung der Bundesbahnbeamten keine Anwendung. Für Beamte der Bundeseisenbahnen, die aus besonderen Gründen nicht Mitglied sind, ist die KVB die zuständige Beihilfestelle ihrer Beschäftigungsbehörde.
Die KVB betreut zurzeit rund 120 000 Mitglieder. Zusammen mit den mitversicherten Angehörigen haben ca. 170 000 Versicherte Anspruch auf Leistungen der KVB (Stand: 31. Dezember 2024). Die KVB ist in ihrem Bestand seit der Bahnreform geschlossen und es werden im Allgemeinen keine Mitglieder mehr aufgenommen. Im Jahr 2014 konnte ein Überschuss in Höhe von etwa 7,8 Millionen Euro erzielt werden. Die KVB-Bezirksleitungen bearbeiteten im Jahr 2014 rund 2,4 Millionen Anträge und wendeten rund 1,5 Milliarden Euro für Leistungen in Krankheits-, Geburts- und Todesfällen auf.
Der Geschäftsbereich der KVB ist in fünf Verwaltungsbezirke eingeteilt. In jedem Verwaltungsbezirk werden die Geschäfte von einer Bezirksleitung geführt und von einem Bezirksgeschäftsführer geleitet.
- KVB Bezirksleitung Karlsruhe – Baden-Württemberg
- KVB Bezirksleitung Rosenheim – Bayern
- KVB Bezirksleitung Kassel – Hessen, Rheinland-Pfalz und Saarland
- KVB Bezirksleitung Wuppertal – Nordrhein-Westfalen (außer Kreis Herford und Kreis Minden), zusätzlich befindet sich in Wuppertal die zentrale Scan-Stelle der KVB
- KVB Bezirksleitung Münster – Niedersachsen, Nordrhein-Westfalen (Kreis Herford und Kreis Minden), Schleswig-Holstein, Bremen, Hamburg, Mecklenburg-Vorpommern, Sachsen-Anhalt, Sachsen, Brandenburg sowie Berlin

Die allgemeine Aufsicht über die KVB führt das Bundesministerium für Verkehr und digitale Infrastruktur; die fachliche Aufsicht die Präsidentin des Bundeseisenbahnvermögens.

## Mitgliedszahlen
Die KVB betreut rund 120 000 Mitglieder. Zusammen mit den mitversicherten Angehörigen haben ca. 170 000 Versicherte Anspruch auf Leistungen der KVB. (Stand: 31. Dezember 2019).
| Stand         | Mitglieder | Versicherte |
| ------------- | ---------- | ----------- |
| 2003          | 262.000    | 453.000     |
| 2004          | 240.000    | 403.000     |
| 2008          | 226.000    | 374.000     |
| 31. Dez. 2009 | 218.893    | 358.621     |
| 31. Dez. 2010 | 212.165    | 344.392     |
| 31. Dez. 2011 | 205.055    | 329.660     |
| 31. Dez. 2012 | 198.234    | 315.812     |
| 31. Dez. 2015 |            | 274.595     |
| 31. Dez. 2017 | 170.000    | 250.000     |
| 31. Dez. 2019 | 152.000    | 225.000     |
| 31. Dez. 2020 | 148.000    | 218.000     |
| 31. Dez. 2022 | 135.000    | 196.000     |
| 31. Dez. 2023 | 128.891    | 185.385     |
| 31. Dez. 2024 | 120.000    | 170.000     |

## Geschichte
- 1. April 1926 – Gründung der Reichsbahnbeamten-Krankenversorgung (RKV)
- 24. Februar 1928 – Die Reichsbahnbeamten-Krankenversorgung bekommt vom Preußischen Staatsministerium die Rechtsfähigkeit einer Körperschaft des öffentlichen Rechts verliehen
- 1. Juni 1951 – Personengleicher und rechtlich identischer Fortbestand der Körperschaft der RKV als „Krankenversorgung der Bundesbahnbeamten (KVB)“; Wirkungsbereich wird die Bundesrepublik Deutschland
- 1. Januar 1959 – Einführung der Beihilfevorschriften des Bundes zur Leistungsgewährung in Krankheits-, Geburts- und Todesfällen.
Die Beihilfevorschriften des Bundes gelten jedoch unmittelbar nicht für die Beamten der Bundesbahn.
- 1. Januar 1994 – Das Eisenbahnneuordnungsgesetz tritt in Kraft. Die Krankenversorgung der Bundesbahnbeamten wurde zum 31. Dezember 1993 in ihrem Bestand geschlossen. Ab 1994 werden keine neuen Beamtenverhältnisse bei der Deutschen Bahn AG mehr begründet, so dass ab diesem Zeitpunkt auch keine neuen Personen mehr in der Krankenversorgung der Bundesbahnbeamten aufgenommen werden können, ausgenommen sind zukünftige Familienangehörige (Kinder, Ehepartner etc.) der vorhandenen Bahnbeamten.

## Einrichtungen
Die KVB betreibt die Klinik Königstein der KVB in Königstein im Taunus.